# 요시다 야세이
요시다 야세이(일본어: 吉田夜世)는 일본의 홋카이도 출신 보컬로이드 프로듀서(보카로P)이다. 니코니코 동화와 유튜브에서 보컬로이드 곡을 투고하고 있다. 또한, 오버라이드 곡 투고 이후 인기가 급격하게 상승하였다.

## 수상
- 2021 Autumn 엔텔레케이아 보카코레 종합 99위[1]
- 2022 Spring 샐러드볼 컬트 보카코레 종합 51위[2]
- 2024년 오버라이드 니코니코 보컬로이드 송 톱 20 1위[3]